# 坎塔卢波利古雷
坎塔卢波利古雷（義大利語：Cantalupo Ligure），是意大利亚历山德里亚省的一个市镇。总面积24.09平方公里，人口546人，人口密度22.7人/平方公里（2009年）。ISTAT代码为006028。